# Refugees Welcome to Malmö
Refugees Welcome to Malmö (RWtM) startades i september 2015 för att organisera det volontärbaserade flyktingmottagandet på Malmö C.
Insatsen började i form av en facebookgrupp, "Vi som Finns På Centralen Malmö", som skapades den 7 september av Mesere Mustafa, men snart bildades en förening och gruppen bytte namn till Refugees Welcome to Malmö. Alexandra Hjortswang valdes till ordförande för den nybildade föreningen. Under hösten nådde gruppen 10 000 medlemmar och över 700 personer skrev upp sig på scheman under september-november 2015 för att dela ut kläder och möta de anländande.
Föreningen öppnade tidigt upp en klädutskänkning i källaren på Malmö C och fick låna lokaler av Jernhusen och Move by Bike.
När Malmö stad öppnade Posthusplatsen ombads Refugees Welcome to Malmö bli en del av samverkan tillsammans med bl.a. Rädda barnen.  
Våren 2016 tilldelades föreningen utmärkelsen Årets gräsrot av Dagens opinion.